# Ferry Corsten
Ferry Corsten, også kendt som System F, (født 4. december 1973 i Rotterdam, Nederlandene) er blandt de mest kendte DJ's inde for trance-genren. Han var pr. 2010 nummer 7 på den brugerbestemte liste over verdens bedste DJ's fra DJ Magazine.
Hans tracks er ofte kendetegnet med en vældig lang intro, som bliver efterfulgt at et eller flere klimakser. Han spiller efter routine mange steder i hele verden, med mange tusinde tilskuere.

## Udgivelser

### Albums
Studiealbums
| Som DJ Sno-White - 1996: Santa's X-Mas Dance Party Som Ferr - 1996: Looking Forward As System F - 2001: Out of the Blue - 2003: Together | Som Ferry Corsten - 2003: Right of Way - 2006: L.E.F. - 2008: Twice in a Blue Moon - 2012: WKND - 2016: Hello World - 2017: Blueprint |